# Biopsia mamaria

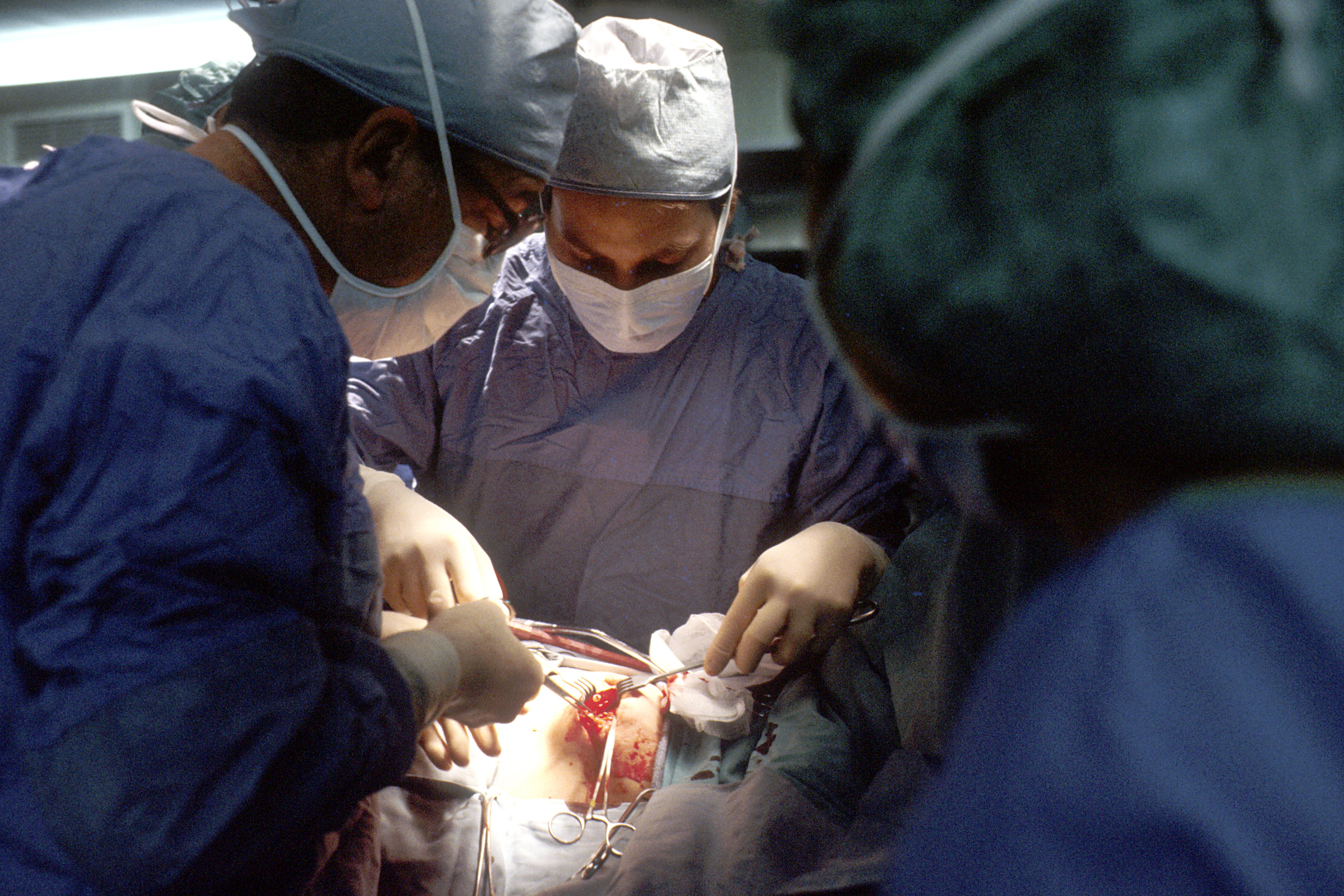
Realización de una biopsia quirúrgica para determinar la naturaleza exacta de un tumor sólido.

Una biopsia mamaria o biopsia de mama se realiza cuando se descubre una lesión sospechosa en la mamografía o la ecografía para obtener tejido para el diagnóstico patológico. Actualmente existen varios métodos para una biopsia de mama. El método de biopsia más adecuado para un paciente depende de varios factores, como el tamaño, la ubicación, el aspecto y las características de la anormalidad. Los diferentes tipos de biopsias de mama incluyen la punción aspirativa con aguja fina (PAAF), la biopsia asistida por vacío, la biopsia con aguja gruesa (BAG) y la biopsia de escisión quirúrgica. Las biopsias de mama se pueden realizar mediante ecografía, resonancia magnética o con una técnica de biopsia estereotáctica. Las biopsias asistidas por vacío suelen realizarse mediante técnicas estereotácticas cuando la lesión sospechosa sólo puede verse en la mamografía. De media, entre 5 y 10 biopsias de una lesión de mama sospechosa conducirán al diagnóstico de un caso de cáncer de mama.